# سیره نبوی (ابن هشام)
سیرهٔ نبوی ابن هشام یا سیرهٔ ابن هشام کتابی به زبان عربی دربارهٔ سیرهٔ محمد پیامبر اسلام اثر ابومحمد عبدالملک بن هشام (وفات ۲۱۸ ه‍.ق) از مهم‌ترین کتاب‌های سیرهٔ پیامبر اسلام است. ابن هشام این کتاب را پس از اخذ اجازهٔ روایت از زیاد بن عبدالله بکائی، از ابن اسحاق روایت و بر آن مطالبی افزود یا از آن کاست. او بسیاری از اسرائیلیات و اشعار را از آن زدود تا جایی که به سیرهٔ ابن هشام معروف شد. مقایسه مطالبی که توسط ابن هشام نقل شده و آنچه توسط مورخین دیگر نقل شده نشان می‌دهد که ابن هشام قسمت‌هایی که مستقیماً به زندگی محمد ربط نداشت را حذف کرده‌است؛ برخی از اشعار را تصحیح و برای کلمات و جملات سخت توضیحی فراهم آورده‌است. این کار او باعث محبوبیت ویرایشش بین دانشمندان مسلمان پس از او شد.این کتاب توسط مسعود انصاری به فارسی ترجمه شده است.